# Theodore Wilbur Anderson

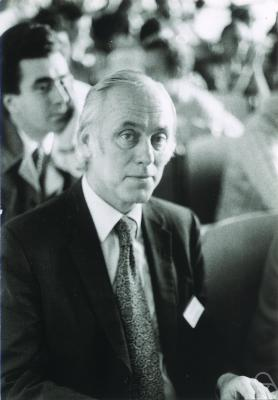
T. W. Anderson (1974)

Theodore (Ted) Wilbur Anderson (* 5. Juni 1918 in Minneapolis, Minnesota; † 17. September 2016 in Stanford, Kalifornien) war ein US-amerikanischer Mathematiker mit dem Schwerpunkt im Bereich Statistik und der Analyse von multivarianten Daten.

## Leben
Anderson studierte an der Northwestern University. 1939 schloss er das Studium mit der Erlangung des akademischen Grades Bachelor ab. 1945 wurde er an der Princeton University mit der Schrift The Non-Central Wishart Distribution and Its Application to Problems in Multivariate Statistics bei Samuel Stanley Wilks promoviert.
Er war 1946 Guggenheim-Stipendiat und lehrte ab 1946 an der Columbia-Universität, bis er 1967 an die Stanford-Universität wechselte. Im Jahre 1988 emeritierte er. Er war der Herausgeber der Annals of Mathematical Statistics von 1950 bis 1952 und der Leiter des Institute of Mathematical Statistics im Jahre 1962.
Bekannt geworden ist er durch den Anderson-Darling-Test, der überprüft, ob ein gegebener Satz von Daten mit einer vorgegebenen Wahrscheinlichkeitsverteilung übereinstimmt. Diesen hatte er zusammen mit Donald Allan Darling im Jahre 1952 erstmals beschrieben.
Anderson war Mitglied der Econometric Society (1950), der American Academy of Arts and Sciences (1974), der National Academy of Sciences (1976) und der Norwegischen Akademie der Wissenschaften.

## Publikationen

### Artikel
- mit Donald Allan Darling: „Asymptotic Theory of Certain "Goodness of Fit" Criteria Based on Stochastic Processes“, in: Annals of Mathematical Statistics, 23(2)/1952. Institute of Mathematical Statistics, ISSN 0003-4851, S. 193–212